# 1-й Ждановский мост
Первый Ждановский мост  — несохранившийся трёхпролетный деревянный арочный мост через Ждановку, соединявший дамбу Тучкова моста с Петровским парком. Разобран к 1957 году.

## История
Дата постройки первого моста на этой трассе неизвестна, предположительно 1838 год. Это был деревянный трёхпролётный арочный мост. Арки из деревянных блоков, сопряжённых рядами болтов, упирались в береговые устои и промежуточные речные опоры. Арки, береговые устои и речные быки служили опорами мостовому полотну, состоявшему из деревянных продольных балок, поперечин и дощатого настила. Объединение несущих и несомых частей осуществлялось деревянными схватками, соединявшими арки с продольными балками полотна. Общая длина моста составляла 76,25 м, длина среднего пролёта равнялась 27,45 м, а двух крайних — по 24,4 м каждый, общая ширина моста 14,91 м, а ширина проезжей части — 10,65 м.
В процессе эксплуатации моста возникли чрезмерные деформации пролётных строений — опустились дуги арок, уменьшились их стрелы подъёма до 46 см, мост стал качаться. Это произошло из-за недостаточной сопротивляемости береговых устоев действию распора арки. В октябре 1857 года начались работы по строительству нового моста по проекту инженера А. И. Штукенберга, в мае следующего года он уже был открыт для движения транспорта и пешеходов. Конструктивная схема и параметры нового моста были такие же, как и у старого моста.
Мост неоднократно ремонтировался в дереве с сохранением прежней конструкции: в 1875, 1893—1894 и 1911—1912 годах. В 1903 году длина моста составляла 119,5 м, ширина — 13,8 м. В середине 1920-х годов одна из арок моста была сдвинута со своей опоры проходящим буксиром. В 1955 году мост был закрыт, разобран к 1957 году.